# Zwartpunt-boorvlieg
De zwartpunt-boorvlieg (Heringina guttata) is een vliegensoort uit de familie van de boorvliegen (Tephritidae). De wetenschappelijke naam van de soort is voor het eerst geldig gepubliceerd in 1814 door Fallen.